# Han i Elezit
Han i Elezit en albanais et Elez Han internationalement depuis 2012 est une localité du Kosovo située dans le district de Ferizaj/Uroševac (Kosovo) ou dans le district de Kosovo. Selon le recensement kosovar de 2011, elle compte 2 533 habitants,, dont une majorité d'Albanais.
Selon le découpage administratif kosovar, elle est le centre administratif d'une commune qui porte son nom et qui compte 9 403 habitants, dont 99,51 % d'Albanais, ; Elle est une localité rattachée à la commune/municipalité de Kaçanik/Kačanik.

## Géographie

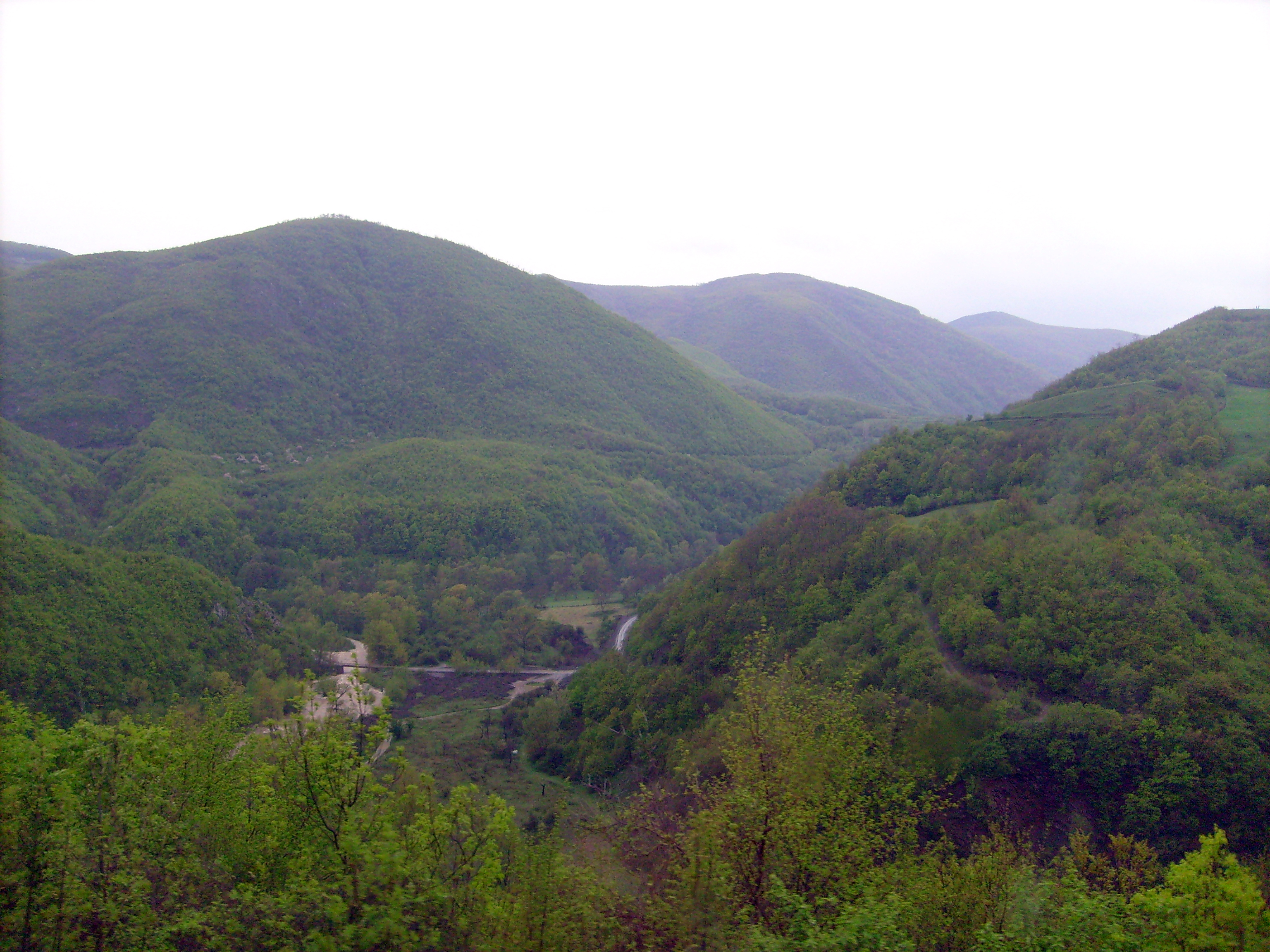
La région de Han i Elezit

## Histoire
Le 28 décembre 2023, le sapin de Noël de Han i Elezit est brûlé et des tracts islamiques contre la célébration du nouvel an du calendrier grégorien sont distribués/affichés dans les rues de la ville,,. Le jour-même, quatre individus, identifiés par les caméras de surveillance de la municipalité, sont arrêtés par la police. Le lendemain, l'un d'entre eux est condamné à un mois de prison ferme par le tribunal de première instance de Ferizaj au titre de l'article 141, paragraphe 3, du code pénal kosovar de 2019.

## Localités
Du point de vue kosovar, la commune de Han i Elezit/Đeneral Janković est constituée des localités suivantes :
- Dimcë/Dimce
- Dromjak/Drobnjak
- Gorancë/Gorance
- Han i Elezit/Đeneral Janković
- Krivenik/Krivenik
- Neçac/Nećavce
- Paldenicë/Palivodenica
- Pustenik/Pustenik
- Rezhancë/Režance
- Seçishtë/Sečište
- Vërtomicë/Vrtolnica

## Démographie

### Évolution historique de la population dans la localité
| 1948 | 1953 | 1961 | 1971  | 1981  | 1991  | 2011  |
| ---- | ---- | ---- | ----- | ----- | ----- | ----- |
| 154  | 369  | 724  | 1 324 | 2 024 | 2 374 | 2 533 |

|  |

## Politique
Aux élections de novembre 2009, les 15 sièges de l'assemblée municipale se répartissaient de la manière suivante :
| Parti                                  | Sièges |
| -------------------------------------- | ------ |
| Ligue démocratique du Kosovo (LDK)     | 6      |
| Parti démocratique du Kosovo (PDK)     | 6      |
| Alliance pour le futur du Kosovo (AAK) | 3      |

Rufki Suma, un candidat indépendant, a été élu maire de la commune.

## Personnalité
L'écrivain, poète et plasticien Vladimir Kopicl est né en 1949 dans la localité.